# Argentina (Plantae)
Argentina je biljni rod u porodici ružovki. Oko 70 vrsta trajnica raspropstranjenih po gotovo cijeloj Euroaziji i Sjevernoj Americi.
Rod je opisan u The British Herbal 6–7, pl. 1 [lower left center – as "Silver Weed"]. 1756.

## Vrste
1. Argentina achillea (Soják) Soják
2. Argentina adinophylla (Merr. & L.M.Perry) Soják
3. Argentina adulterina Soják
4. Argentina anserina (L.) Rydb.
5. Argentina anserinoides (Raoul) Holub
6. Argentina archboldiana (Merr. & L.M.Perry) Soják
7. Argentina aristata (Soják) Soják
8. Argentina assimilis (Soják) Soják
9. Argentina baliemensis (Danet) Soják
10. Argentina bidentula (Soják) Soják
11. Argentina biloba (Danet) Soják
12. Argentina borneensis (Stapf) Soják
13. Argentina brassii (Merr. & L.M.Perry) Soják
14. Argentina cardotiana (Hand.-Mazz.) Soják
15. Argentina commutata (Lehm.) Soják
16. Argentina contigua (Soják) Y.H.Tong & N.H.Xia
17. Argentina curta (Soják) Soják
18. Argentina emodi (H.Ikeda & H.Ohba) Soják
19. Argentina fallens (Cardot) Soják
20. Argentina festiva (Soják) Soják
21. Argentina glabriuscula (T.T.Yu & C.L.Li) Soják
22. Argentina gombalana (Hand.-Mazz.) Soják
23. Argentina gorokana (Kalkman) Soják
24. Argentina gracilescens (Soják) Y.H.Tong & N.H.Xia
25. Argentina habbemana (Merr. & L.M.Perry) Soják
26. Argentina hooglandii (Kalkman) Soják
27. Argentina indivisa (Kalkman) Soják
28. Argentina interrupta (T.T.Yu & C.L.Li) Soják
29. Argentina irianensis (Kalkman) Soják
30. Argentina kinabaluensis (Stapf) Soják
31. Argentina leuconota (D.Don) Soják
32. Argentina lignosa (D.F.K.Schltdl.) Soják
33. Argentina lineata (Trevir.) Soják
34. Argentina linilaciniata (P.Royen) Soják
35. Argentina luteopilosa (T.T.Yu & C.L.Li) Soják
36. Argentina mangenii (Kalkman) Soják
37. Argentina micropetala (D.Don) Soják
38. Argentina microphylla (D.Don) Soják
39. Argentina millefoliolata (Soják) Soják
40. Argentina novoguineensis (Merr. & L.M.Perry) Danet
41. Argentina oxyodonta (Soják) Soják
42. Argentina pacifica (Howell) Rydb.
43. Argentina papuana (Focke) Soják
44. Argentina parvula (Hook.f. ex Stapf) Soják
45. Argentina peduncularis (D.Don) Soják
46. Argentina phanerophlebia (T.T.Yu & C.L.Li) T.Feng & Heng C.Wang
47. Argentina philippinensis (Merr.) Soják
48. Argentina polyphylla (Wall. ex Lehm.) Soják
49. Argentina polyphylloides (H.Ikeda & H.Ohba) Y.H.Tong & N.H.Xia
50. Argentina pycnophylla (Soják) Soják
51. Argentina recognita Soják
52. Argentina scorpionis (Soják) Soják
53. Argentina sericophylla (R.Parker) Soják
54. Argentina shweliensis (H.R.Fletcher) Soják
55. Argentina simulans (Merr. & L.M.Perry) Soják
56. Argentina smithiana (Hand.-Mazz.) Soják
57. Argentina songzhuensis T.Feng & Heng C.Wang
58. Argentina stenophylla (Franch.) Soják
59. Argentina subarctica Rydb.
60. Argentina sumatrana (Soják) Soják
61. Argentina taliensis (W.W.Sm.) Soják
62. Argentina tapetodes (Soják) Soják
63. Argentina tristis (Soják) Soják
64. Argentina tugitakensis (Masam.) Soják
65. Argentina turfosa (Hand.-Mazz.) Soják
66. Argentina victorialis (Soják) Soják
67. Argentina vittata (Soják) Soják
68. Argentina wanimboi Danet
69. Argentina wenchuensis (H.Ikeda & H.Ohba) Y.H.Tong & N.H.Xia
70. Argentina wilhelminensis (P.Royen) Soják
71. Argentina yonoweana (Danet) Soják